# Trzęsienie ziemi na Mindoro (1994)
Trzęsienie ziemi na Mindoro w 1994 roku – trzęsienie ziemi o sile 7,1 stopni w skali Richtera, które nastąpiło 15 listopada 1994 roku o 3:15 czasu lokalnego, na filipińskiej wyspie Mindoro. W wyniku trzęsienia, śmierć poniosło 78 osób, a rannych zostało 225 osób.
Trzęsienie ziemi wywołało na wyspie lawiny błotne. W wyniku wstrząsów powstało tsunami, które nawiedziło Mindoro oraz okoliczne wyspy. Fala tsunami osiągnęła wysokość do 8,5 metra.  
Trzęsienie ziemi zniszczyło ponad 7566 domów.